# Pöttersonde

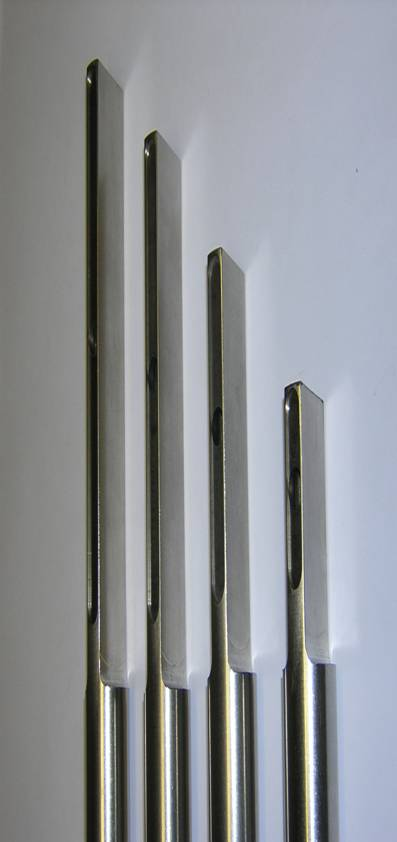
Pöttersonden in div. Größen

Die Pöttersonde ist eine Staudrucksonde und arbeitet nach dem Wirkdruckverfahren zum Messen von Volumen- oder Massenströmen in Rohrleitungen oder Kanälen. Der dynamische Druck der Anströmseite und der statische Druck der Abströmseite bilden den sogenannten Wirkdruck (Differenzdruck), der sich quadratisch zur Strömungsgeschwindigkeit erhöht.
Die schwertförmige Pöttersonde hat – bis auf das physikalische Grundprinzip – kaum noch etwas mit herkömmlichen Staudrucksonden gemeinsam. Die Stirnbreite der Pöttersonde beträgt nur noch 10 mm und ragt nur halb in das Rohr. Dank der dadurch erheblich reduzierten Anströmfläche wurden die Messstörungen durch Wirbelbildung eliminiert. Zudem ist der
bleibende Druckverlust, der zumeist mit Energievernichtung einhergeht, fast Null und ist nicht mehr berechen- oder messbar. Wissenschaftler fanden zudem heraus, dass ein sogenanntes „Euler’sches/d’Alembertsches Paradoxon“ entsteht, das bewirkt, dass sich der Staudruck im Reibungswiderstand fast völlig auflöst.

„Im Anström- und Seitenbereich der Pöttersonde sind keine Wirbel festzustellen, lediglich im Nachlauf gibt es ein kleines Rezirkulationsgebiet.“

## Anwendungsbeispiele
Die Pöttersonde ist für die Durchflussmessung von Flüssigkeiten, Gasen und Dämpfen ebenso geeignet wie für wasserdampfgesättigte und/oder -verschmutzte Medien.
Die Pöttersonde gibt es in den Nennweiten von 20 mm bis 12.000 mm. Für hohe Drücke und/oder hohe Temperaturen bzw. aggressive Medien gibt es keine Einschränkungen in der Anwendung.

## Kenngrößen für die Berechnung
Die Berechnung erfolgt in Annäherung an EN ISO 5167- 1, wobei die Kenntnis von Medium, Druck, Temperatur, Qmax und die Maße der Rohrleitung erforderlich sind.
{\displaystyle q_{m}={\sqrt {\frac {1}{\zeta }}}\epsilon {\frac {\pi }{4}}d^{2}{\sqrt {2dp\rho _{B}}}}